# Colin Haas
Colin Haas (* 30. Mai 1996 in Vaduz) ist ein liechtensteinischer Fussballspieler.

## Karriere

### Verein
Haas begann seine Laufbahn beim FC Ruggell, bei dem er ab 2012 in der ersten Mannschaft spielte. Anfang 2019 schloss er sich auf Leihbasis der USV Eschen-Mauren an, ehe er ein halbes Jahr später zum FC Ruggell zurückkehrte.

### Nationalmannschaft
Haas bestritt zwischen 2013 und 2018 insgesamt 21 Partien für verschiedene liechtensteinische U-Nationalmannschaften. Am 20. Juni 2023 gab er bei der 0:1-Niederlage gegen die Slowakei im Rahmen der Qualifikation zur Europameisterschaft 2024 sein Debüt für die A-Nationalmannschaft, als er in der zweiten Halbzeit eingewechselt wurde.